# جیووانیو
جیوانیو (به پرتغالی: Jeovânio Rocha do Nascimento) هافبک اهل برزیل است که در شهر گویانیا و در تاریخ ۱۱ نوامبر ۱۹۷۷ به دنیا آمده‌است.
جیوانیو در تیم‌های فوتبال Atlético-GO، América-SP، Figueirense، پالمیراس، Figueirense، Grêmio، باشگاه فوتبال والنسین، Figueirense، سانتاکروز، Guaratinguetá سابقهٔ حضور دارد.